# Eutimo
Eutimo (griego antiguo Εὔθυμος) fue un atleta griego de Locros (Brucio), hijo de Asticles, pero los locros decían que lo era del dios río Cecino. Obtuvo diversas victorias en el pugilato en los Juegos Olímpicos (Olimpíadas 74.ª, 76.ª y 77.ª), y tuvo una estatua en Olimpia, obra de Pitágoras de Samos. En la 75.ª Olimpiada (480 a. C.) fue vencido en el pugilato por Teágenes de Tasos. Personaje real, cuyos hechos legendarios fueron adornados con características mitológicas, como en un relato de Pausanias: Odiseo después de la toma de Troya llegó a la ciudad de Temesa, en Brucio. Uno de sus marineros, borracho, violó a una joven y fue lapidado. Odiseo se desentendió y zarpó, pero el espíritu del hombre lapidado no dejaba de causar la muerte a los de Temesa. Cuando los nativos se disponían a huir de Temesa, la Pitia no les permitió abandonar Temesa y les ordenó que se propiciasen al héroe. Le construyeron un templo y cada año le ofrecían a las más hermosa de las vírgenes de Temesa. Eutimo llegó a la ciudad mientras se celebraba el ritual. Entró en el templo y al ver a la muchacha, al principio sintió compasión, y después amor. Ella le juró que se casaría con él si la salvaba, y Eutimo se armó y venció al espíritu, que fue expulsado del país. Eutimo tuvo una gloriosa boda.
La estatua de Eutimo ha sido encontrada.